# Manhattan-Waltzes
Manhattan-Waltzes ist ein Walzer von Johann Strauss Sohn ohne Opuszahl. Das Werk wurde am 12. Juli 1872 in der Academy of Music in New York City erstmals aufgeführt.